# Дидактична евристика
Дидактична евристика — теорія евристичного навчання, педагогічний різновид евристики — науки про відкриття нового. Витоки дидактичної евристики лежать в  методі Сократа і майєвтиці.

## Ключові поняття
Ключові поняття дидактичної евристики: евристичне навчання, евристичний метод, освітнє цілевизначення, метапредметний зміст освіти, індивідуальна освітня траєкторія, евристична ситуація, освітній продукт, рефлексія, креативна компетенція, портфоліо.
Автором дидактичної евристики — теорії креативного навчання є Хуторськой Андрій Вікторович.